# CONCACAF Gold Cup 2015
De CONCACAF Gold Cup 2015 was de dertiende editie van de CONCACAF Gold Cup, het voetbalkampioenschap van Noord- en Centraal-Amerika en de Caraïben. Het toernooi werd gehouden in de Verenigde Staten en Canada. De titelverdediger was het elftal van de Verenigde Staten, dat twee jaar eerder Panama in de finale versloeg met 1–0. Mexico won het toernooi in 2015 door in de finale Jamaica met 3–1 te verslaan. Het was de zevende keer dat de Mexicanen de Gold Cup wisten te winnen. Hiermee verwierven zij het recht om in de CONCACAF Cup 2015 tegen de Verenigde Staten te spelen, om te bepalen welk land zich plaatste voor de FIFA Confederations Cup 2017. Als de Verenigde Staten dit toernooi hadden gewonnen dan had men zich automatisch geplaatst voor de Confederations Cup.

## Play-off
Er werd een play-off gespeeld tussen de nummer 5 van de Caribbean Cup 2014 en de nummer 5 van de Copa Centroamericana 2014.
|                             |                            |                  |              |                                                                      |
| 25 maart 2015 19:00 (UTC−3) | Frans-Guyana               | 3 – 1            | Honduras     | Stade Municipal Dr. Edmard Lama, Cayenne Scheidsrechter: César Ramos |
| 25 maart 2015 19:00 (UTC−3) | Torvic 24' Privat 27', 62' | Wedstrijdverslag | 18' Bengtson | Stade Municipal Dr. Edmard Lama, Cayenne Scheidsrechter: César Ramos |

|                             |                           |                  |              |                                                                            |
| 29 maart 2015 19:00 (UTC−6) | Honduras                  | 3 – 0            | Frans-Guyana | Estadio Olímpico Metropolitano, San Pedro Sula Scheidsrechter: Mark Geiger |
| 29 maart 2015 19:00 (UTC−6) | Najar 30', 32' Lozano 45' | Wedstrijdverslag |              | Estadio Olímpico Metropolitano, San Pedro Sula Scheidsrechter: Mark Geiger |

Honduras won met 4–3 en plaatste zich voor de CONCACAF Gold Cup 2015.

## Geplaatste landen

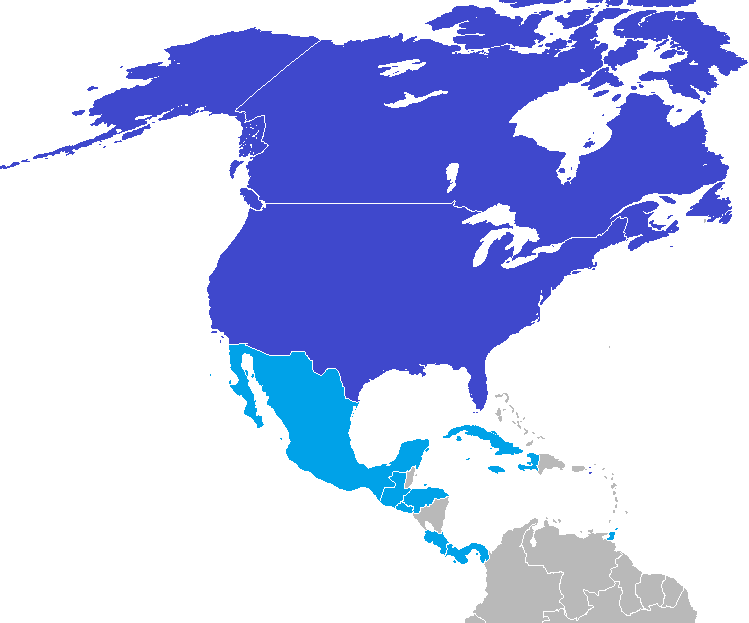
Gastlanden
Deelnemende landen

| Team | Kwalificatie           | Aantal deelnames       |
| Noord-Amerikaanse zone                                                                                         | Noord-Amerikaanse zone | Noord-Amerikaanse zone |
| --- | ---------------------- | ---------------------- |
| Verenigde Staten                                                                                               | Gastland               | 13e                    |
| Mexico | Automatisch geplaatst  | 13e                    |
| Canada | Gastland               | 12e                    |
| Caraïben gekwalificeerd na deelname aan de Caribbean Cup 2014                                                  |                        |                        |
| Jamaica | Winnaar                | 9e                     |
| Trinidad en Tobago                                                                                             | Verliezend finalist    | 9e                     |
| Haïti | 3e plaats              | 6e                     |
| Cuba | 4e plaats              | 8e                     |
| Centraal-Amerika gekwalificeerd na deelname aan de Copa Centroamericana 2014                                   |                        |                        |
| Costa Rica | Winnaar                | 12e                    |
| Guatemala | Finalist               | 10e                    |
| Panama | 3de plaats             | 7e                     |
| El Salvador | 4de plaats             | 9e                     |
| Play-offwedstrijd tussen de nummer 5 van de Copa Centroamericana 2014 en de nummer 5 van de Caribbean Cup 2014 |                        |                        |
| Honduras | Play-off               | 12e                    |

## Speelsteden

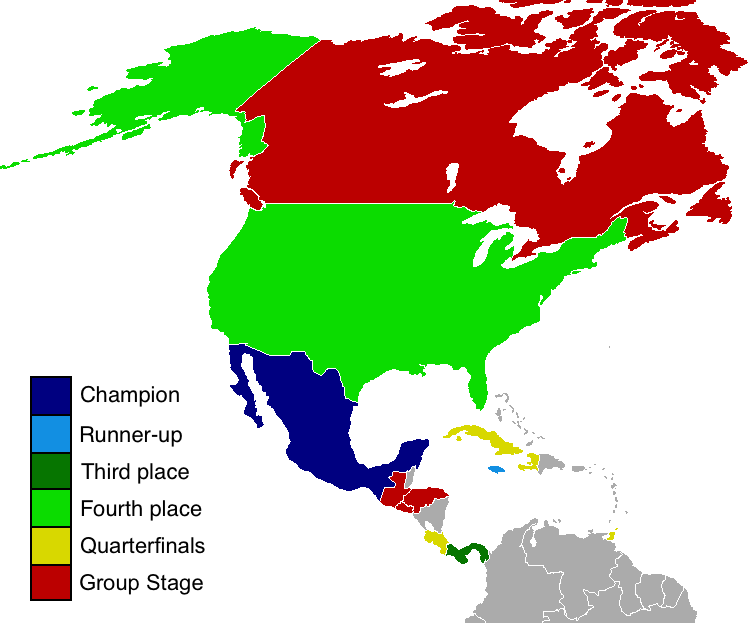
Resultaten

De CONCACAF maakte de veertien gaststeden en stadions op 16 december 2014 bekend. In elk stadion werden twee wedstrijden gespeeld. De stadions voor de knock-outfase en de finale werden begin 2015 bekendgemaakt.
| East Rutherford               | Charlotte | Atlanta | Baltimore | Philadelphia            |
| ----------------------------- | --- | --- | --- | ----------------------- |
| MetLife Stadium               | Bank of America Stadium | Georgia Dome | M&T Bank Stadium | Lincoln Financial Field |
| Capaciteit: 82.566            | Capaciteit: 74.455 | Capaciteit: 74.228 | Capaciteit: 71.008 | Capaciteit: 69.176      |
| Kwartfinales                  | Groep C | Halve finales | Kwartfinales | Finale                  |
|                               | | | |                         |
| Foxborough                    | · Glendale Carson Frisco Houston Kansas City Foxborough Toronto East Rutherford Chicago Atlanta Charlotte Chester Philadelphia Baltimore | · Glendale Carson Frisco Houston Kansas City Foxborough Toronto East Rutherford Chicago Atlanta Charlotte Chester Philadelphia Baltimore | · Glendale Carson Frisco Houston Kansas City Foxborough Toronto East Rutherford Chicago Atlanta Charlotte Chester Philadelphia Baltimore | Chicago                 |
| Gillette Stadium              | · Glendale Carson Frisco Houston Kansas City Foxborough Toronto East Rutherford Chicago Atlanta Charlotte Chester Philadelphia Baltimore | · Glendale Carson Frisco Houston Kansas City Foxborough Toronto East Rutherford Chicago Atlanta Charlotte Chester Philadelphia Baltimore | · Glendale Carson Frisco Houston Kansas City Foxborough Toronto East Rutherford Chicago Atlanta Charlotte Chester Philadelphia Baltimore | Soldier Field           |
| Capaciteit: 68.756            | · Glendale Carson Frisco Houston Kansas City Foxborough Toronto East Rutherford Chicago Atlanta Charlotte Chester Philadelphia Baltimore | · Glendale Carson Frisco Houston Kansas City Foxborough Toronto East Rutherford Chicago Atlanta Charlotte Chester Philadelphia Baltimore | · Glendale Carson Frisco Houston Kansas City Foxborough Toronto East Rutherford Chicago Atlanta Charlotte Chester Philadelphia Baltimore | Capaciteit: 63.500      |
| Groep A                       | · Glendale Carson Frisco Houston Kansas City Foxborough Toronto East Rutherford Chicago Atlanta Charlotte Chester Philadelphia Baltimore | · Glendale Carson Frisco Houston Kansas City Foxborough Toronto East Rutherford Chicago Atlanta Charlotte Chester Philadelphia Baltimore | · Glendale Carson Frisco Houston Kansas City Foxborough Toronto East Rutherford Chicago Atlanta Charlotte Chester Philadelphia Baltimore | Groep C                 |
|                               | · Glendale Carson Frisco Houston Kansas City Foxborough Toronto East Rutherford Chicago Atlanta Charlotte Chester Philadelphia Baltimore | · Glendale Carson Frisco Houston Kansas City Foxborough Toronto East Rutherford Chicago Atlanta Charlotte Chester Philadelphia Baltimore | · Glendale Carson Frisco Houston Kansas City Foxborough Toronto East Rutherford Chicago Atlanta Charlotte Chester Philadelphia Baltimore |                         |
| Glendale                      | · Glendale Carson Frisco Houston Kansas City Foxborough Toronto East Rutherford Chicago Atlanta Charlotte Chester Philadelphia Baltimore | · Glendale Carson Frisco Houston Kansas City Foxborough Toronto East Rutherford Chicago Atlanta Charlotte Chester Philadelphia Baltimore | · Glendale Carson Frisco Houston Kansas City Foxborough Toronto East Rutherford Chicago Atlanta Charlotte Chester Philadelphia Baltimore | Carson                  |
| University of Phoenix Stadium | · Glendale Carson Frisco Houston Kansas City Foxborough Toronto East Rutherford Chicago Atlanta Charlotte Chester Philadelphia Baltimore | · Glendale Carson Frisco Houston Kansas City Foxborough Toronto East Rutherford Chicago Atlanta Charlotte Chester Philadelphia Baltimore | · Glendale Carson Frisco Houston Kansas City Foxborough Toronto East Rutherford Chicago Atlanta Charlotte Chester Philadelphia Baltimore | StubHub Center          |
| Capaciteit: 63.400            | · Glendale Carson Frisco Houston Kansas City Foxborough Toronto East Rutherford Chicago Atlanta Charlotte Chester Philadelphia Baltimore | · Glendale Carson Frisco Houston Kansas City Foxborough Toronto East Rutherford Chicago Atlanta Charlotte Chester Philadelphia Baltimore | · Glendale Carson Frisco Houston Kansas City Foxborough Toronto East Rutherford Chicago Atlanta Charlotte Chester Philadelphia Baltimore | Capaciteit: 30.510      |
| Groep C                       | · Glendale Carson Frisco Houston Kansas City Foxborough Toronto East Rutherford Chicago Atlanta Charlotte Chester Philadelphia Baltimore | · Glendale Carson Frisco Houston Kansas City Foxborough Toronto East Rutherford Chicago Atlanta Charlotte Chester Philadelphia Baltimore | · Glendale Carson Frisco Houston Kansas City Foxborough Toronto East Rutherford Chicago Atlanta Charlotte Chester Philadelphia Baltimore | Groep B                 |
|                               | · Glendale Carson Frisco Houston Kansas City Foxborough Toronto East Rutherford Chicago Atlanta Charlotte Chester Philadelphia Baltimore | · Glendale Carson Frisco Houston Kansas City Foxborough Toronto East Rutherford Chicago Atlanta Charlotte Chester Philadelphia Baltimore | · Glendale Carson Frisco Houston Kansas City Foxborough Toronto East Rutherford Chicago Atlanta Charlotte Chester Philadelphia Baltimore |                         |
| Houston                       | Toronto | Frisco | Chester | Kansas City             |
| BBVA Compass Stadium          | BMO Field | Toyota Stadium | PPL Park | Sporting Park           |
| Capaciteit: 22.039            | Capaciteit: 30.000 | Capaciteit: 20.500 | Capaciteit: 18.500 | Capaciteit: 18.467      |
| Groep B                       | Groep B | Groep A | Derde plaats | Groep A                 |
|                               | | | |                         |

## Groepsfase

### Groep A
| Land             | Wed | Win | Gel | Ver | DV | DT | +/− | Pnt |
| ---------------- | --- | --- | --- | --- | -- | -- | --- | --- |
| Verenigde Staten | 3   | 2   | 1   | 0   | 4  | 2  | +2  | 7   |
| Haïti            | 3   | 1   | 1   | 1   | 2  | 2  | 0   | 4   |
| Panama           | 3   | 0   | 3   | 0   | 3  | 3  | 0   | 3   |
| Honduras         | 3   | 0   | 1   | 2   | 2  | 4  | −2  | 1   |

|                                                  |              |       |           |                                                                            |
| 7 juli 2015 «onderlinge duels» 19:00 (18:00 CDT) | Panama       | 1 – 1 | Haïti     | Toyota Stadium, Frisco Toeschouwers: 22.357 Scheidsrechter: Henry Bejarano |
| 7 juli 2015 «onderlinge duels» 19:00 (18:00 CDT) | Quintero 55' |       | 85' Nazon | Toyota Stadium, Frisco Toeschouwers: 22.357 Scheidsrechter: Henry Bejarano |

|                                                  |                  |       |            |                                                                         |
| 7 juli 2015 «onderlinge duels» 21:30 (20:30 CDT) | Verenigde Staten | 2 – 1 | Honduras   | Toyota Stadium, Frisco Toeschouwers: 22.357 Scheidsrechter: César Ramos |
| 7 juli 2015 «onderlinge duels» 21:30 (20:30 CDT) | Dempsey 25', 64' |       | 68' Discua | Toyota Stadium, Frisco Toeschouwers: 22.357 Scheidsrechter: César Ramos |

|                                       |           |       |                                   |                                                                                |
| 10 juli 2015 «onderlinge duels» 18:00 | Honduras  | 1 – 1 | Panama                            | Gillette Stadium, Foxborough Toeschouwers: 46.720 Scheidsrechter: Marlon Mejia |
| 10 juli 2015 «onderlinge duels» 18:00 | Najar 81' |       | 20' Tejada 90+6', 90+7' Henríquez | Gillette Stadium, Foxborough Toeschouwers: 46.720 Scheidsrechter: Marlon Mejia |

|                                       |                  |       |       |                                                                                   |
| 10 juli 2015 «onderlinge duels» 20:30 | Verenigde Staten | 1 – 0 | Haïti | Gillette Stadium, Foxborough Toeschouwers: 46.720 Scheidsrechter: Ricardo Montero |
| 10 juli 2015 «onderlinge duels» 20:30 | Dempsey 46'      |       |       | Gillette Stadium, Foxborough Toeschouwers: 46.720 Scheidsrechter: Ricardo Montero |

|                                                   |           |       |          |                                                                                |
| 13 juli 2015 «onderlinge duels» 19:00 (18:00 CDT) | Haïti     | 1 – 0 | Honduras | Sporting Park, Kansas City Toeschouwers: 18.467 Scheidsrechter: Roberto García |
| 13 juli 2015 «onderlinge duels» 19:00 (18:00 CDT) | Nazon 13' |       |          | Sporting Park, Kansas City Toeschouwers: 18.467 Scheidsrechter: Roberto García |

|                                                   |           |       |                  |                                                                              |
| 13 juli 2015 «onderlinge duels» 21:30 (20:30 CDT) | Panama    | 1 – 1 | Verenigde Staten | Sporting Park, Kansas City Toeschouwers: 18.467 Scheidsrechter: Joel Aguilar |
| 13 juli 2015 «onderlinge duels» 21:30 (20:30 CDT) | Pérez 33' |       | 54' Bradley      | Sporting Park, Kansas City Toeschouwers: 18.467 Scheidsrechter: Joel Aguilar |

### Groep B
| Land        | Wed | Win | Gel | Ver | DV | DT | +/− | Pnt |
| ----------- | --- | --- | --- | --- | -- | -- | --- | --- |
| Jamaica     | 3   | 2   | 1   | 0   | 4  | 2  | 2   | 7   |
| Costa Rica  | 3   | 0   | 3   | 0   | 3  | 3  | 0   | 3   |
| El Salvador | 3   | 0   | 2   | 1   | 1  | 2  | −1  | 2   |
| Canada      | 3   | 0   | 2   | 1   | 0  | 1  | −1  | 2   |

|                                                   |              |       |        |                                                                                   |
| 11 juli 2015 «onderlinge duels» 18:30 (17:30 CDT) | Jamaica      | 1 – 0 | Canada | BBVA Compass Stadium, Houston Toeschouwers: 22.017 Scheidsrechter: Yadel Martínez |
| 11 juli 2015 «onderlinge duels» 18:30 (17:30 CDT) | Austin 90+2' |       |        | BBVA Compass Stadium, Houston Toeschouwers: 22.017 Scheidsrechter: Yadel Martínez |

|                                                   |            |       |             |                                                                                 |
| 11 juli 2015 «onderlinge duels» 21:00 (20:00 CDT) | Costa Rica | 1 – 1 | El Salvador | BBVA Compass Stadium, Houston Toeschouwers: 22.017 Scheidsrechter: Jair Marrufo |
| 11 juli 2015 «onderlinge duels» 21:00 (20:00 CDT) | Ruiz 60'   |       | 90+2' Corea | BBVA Compass Stadium, Houston Toeschouwers: 22.017 Scheidsrechter: Jair Marrufo |

|                                       |                                |       |             |                                                                                  |
| 14 juli 2015 «onderlinge duels» 18:00 | Jamaica                        | 1 – 0 | El Salvador | BMO Field, Toronto Toeschouwers: 16.674 Scheidsrechter: Walter López Castellanos |
| 14 juli 2015 «onderlinge duels» 18:00 | McCleary 71' Mattocks 45', 80' |       |             | BMO Field, Toronto Toeschouwers: 16.674 Scheidsrechter: Walter López Castellanos |

|                                       |        |       |            |                                                                          |
| 14 juli 2015 «onderlinge duels» 20:30 | Canada | 0 – 0 | Costa Rica | BMO Field, Toronto Toeschouwers: 16.674 Scheidsrechter: Héctor Rodríguez |
| 14 juli 2015 «onderlinge duels» 20:30 |        |       |            | BMO Field, Toronto Toeschouwers: 16.674 Scheidsrechter: Héctor Rodríguez |

### Groep C
| Land               | Wed | Win | Gel | Ver | DV | DT | +/− | Pnt |
| ------------------ | --- | --- | --- | --- | -- | -- | --- | --- |
| Trinidad en Tobago | 3   | 2   | 1   | 0   | 9  | 5  | +4  | 7   |
| Mexico             | 3   | 1   | 2   | 0   | 10 | 4  | +6  | 5   |
| Cuba               | 3   | 1   | 0   | 2   | 1  | 8  | −7  | 3   |
| Guatemala          | 3   | 0   | 1   | 2   | 1  | 4  | −3  | 1   |

|                                                  |                                  |       |           |                                                                        |
| 9 juli 2015 «onderlinge duels» 19:00 (18:00 CDT) | Trinidad en Tobago               | 3 – 1 | Guatemala | Soldier Field, Chicago Toeschouwers: 54.126 Scheidsrechter: John Pitti |
| 9 juli 2015 «onderlinge duels» 19:00 (18:00 CDT) | Bateau 11' Cato 14' J. Jones 26' |       | 61' Ruiz  | Soldier Field, Chicago Toeschouwers: 54.126 Scheidsrechter: John Pitti |

|                                                  |                                                            |       |      |                                                                            |
| 9 juli 2015 «onderlinge duels» 21:30 (20:30 CDT) | Mexico                                                     | 6 – 0 | Cuba | Soldier Field, Chicago Toeschouwers: 54.126 Scheidsrechter: Wálter Quesada |
| 9 juli 2015 «onderlinge duels» 21:30 (20:30 CDT) | Peralta 16', 36', 61' Vela 22' Guardado 43' Dos Santos 74' |       |      | Soldier Field, Chicago Toeschouwers: 54.126 Scheidsrechter: Wálter Quesada |

|                                                   |                        |       |      |                                                                                           |
| 12 juli 2015 «onderlinge duels» 18:30 (15:30 MST) | Trinidad en Tobago     | 2 – 0 | Cuba | University of Phoenix Stadium, Glendale Toeschouwers: 62.910 Scheidsrechter: David Gantar |
| 12 juli 2015 «onderlinge duels» 18:30 (15:30 MST) | Bateau 16' Boucaud 41' |       |      | University of Phoenix Stadium, Glendale Toeschouwers: 62.910 Scheidsrechter: David Gantar |

|                                                   |                    |       |        |                                                                                             |
| 12 juli 2015 «onderlinge duels» 21:00 (18:00 MST) | Guatemala          | 0 – 0 | Mexico | University of Phoenix Stadium, Glendale Toeschouwers: 62.910 Scheidsrechter: Armando Castro |
| 12 juli 2015 «onderlinge duels» 21:00 (18:00 MST) | Contreras 73', 76' |       |        | University of Phoenix Stadium, Glendale Toeschouwers: 62.910 Scheidsrechter: Armando Castro |

|                                       |           |       |           |                                                                                       |
| 15 juli 2015 «onderlinge duels» 18:00 | Cuba      | 1 – 0 | Guatemala | Bank of America Stadium, Charlotte Toeschouwers: 55.823 Scheidsrechter: Elmer Bonilla |
| 15 juli 2015 «onderlinge duels» 18:00 | Reyes 72' |       |           | Bank of America Stadium, Charlotte Toeschouwers: 55.823 Scheidsrechter: Elmer Bonilla |

|                                       |                                                       |       |                                               |                                                                                     |
| 15 juli 2015 «onderlinge duels» 20:30 | Mexico                                                | 4 – 4 | Trinidad en Tobago                            | Bank of America Stadium, Charlotte Toeschouwers: 55.823 Scheidsrechter: Mark Geiger |
| 15 juli 2015 «onderlinge duels» 20:30 | Aguilar 32' Vela 51' Guardado 88' K. Jones 90' (e.d.) |       | 55', 67' Cummings 58' K. Jones 90+3' Marshall | Bank of America Stadium, Charlotte Toeschouwers: 55.823 Scheidsrechter: Mark Geiger |

### Nummers drie
| Grp | Team        | Pld | G | G | V | DV | DT | DS | Pnt |
| --- | ----------- | --- | - | - | - | -- | -- | -- | --- |
| A   | Panama      | 3   | 0 | 3 | 0 | 3  | 3  | 0  | 3   |
| C   | Cuba        | 3   | 1 | 0 | 2 | 1  | 8  | −7 | 3   |
| B   | El Salvador | 3   | 0 | 2 | 1 | 1  | 2  | −1 | 2   |

## Knock-outfase
|  | kwartfinale               | kwartfinale       |                        |       | halve finale      | halve finale      |       |  | finale | finale |
|  |                           |                   |                        |       |                   |                   |       |  |        |        |
|  | 18 juli – Baltimore       |                   |                        |       |                   |                   |       |  |        |        |
|  |                           |                   |                        |       |                   |                   |       |  |        |        |
|  | Verenigde Staten          | 6                 |                        |       |                   |                   |       |  |        |        |
|  | Verenigde Staten          | 6                 | 22 juli – Atlanta      |       |                   |                   |       |  |        |        |
|  | Cuba                      | 0                 |                        |       |                   |                   |       |  |        |        |
|  | Cuba                      | 0                 | Verenigde Staten       | 1     |                   |                   |       |  |        |        |
|  | 18 juli – Baltimore       |                   | Verenigde Staten       | 1     |                   |                   |       |  |        |        |
|  |                           | Jamaica           | 2                      |       |                   |                   |       |  |        |        |
|  | Haïti                     | Jamaica           | 2                      | 0     |                   |                   |       |  |        |        |
|  | Haïti                     |                   | 26 juli – Philadelphia | 0     |                   |                   |       |  |        |        |
|  | Jamaica                   | 1                 |                        |       |                   |                   |       |  |        |        |
|  | Jamaica                   | 1                 | Jamaica                | 1     |                   |                   |       |  |        |        |
|  | 19 juli – East Rutherford |                   | Jamaica                | 1     |                   |                   |       |  |        |        |
|  |                           | Mexico            | 3                      |       |                   |                   |       |  |        |        |
|  | Trinidad en Tobago        | Mexico            | 3                      | 1 (5) |                   |                   |       |  |        |        |
|  | Trinidad en Tobago        | 22 juli – Atlanta |                        | 1 (5) |                   |                   |       |  |        |        |
|  | Panama                    | 1 (6)             |                        |       |                   |                   |       |  |        |        |
|  | Panama                    | 1 (6)             | Panama                 | 1     | derde plaats      | derde plaats      |       |  |        |        |
|  | 19 juli – East Rutherford |                   | Panama                 | 1     | derde plaats      | derde plaats      |       |  |        |        |
|  |                           | Mexico            | 2                      |       | 25 juli – Chester | 25 juli – Chester |       |  |        |        |
|  | Mexico                    | Mexico            | 2                      | 1     | 25 juli – Chester | 25 juli – Chester |       |  |        |        |
|  | Mexico                    |                   |                        |       |                   | Verenigde Staten  | 1 (2) |  |        |        |
|  | Costa Rica                | 0                 |                        |       |                   | Verenigde Staten  | 1 (2) |  |        |        |
|  | Costa Rica                | 0                 | Panama                 | 1 (3) |                   |                   |       |  |        |        |
|  |                           |                   | Panama                 | 1 (3) |                   |                   |       |  |        |        |

#### Kwartfinales
|                                       |                                                                    |       |      |                                                                                 |
| 18 juli 2015 «onderlinge duels» 17:00 | Verenigde Staten                                                   | 6 – 0 | Cuba | M&T Bank Stadium, Baltimore Toeschouwers: 37.994 Scheidsrechter: Henry Bejarano |
| 18 juli 2015 «onderlinge duels» 17:00 | Dempsey 4', 64' (pen.), 78' Zardes 15' Jóhannsson 32' Gonzalez 45' |       |      | M&T Bank Stadium, Baltimore Toeschouwers: 37.994 Scheidsrechter: Henry Bejarano |

|                                       |       |           |         |                                                                              |
| 18 juli 2015 «onderlinge duels» 20:00 | Haïti | 0 – 1     | Jamaica | M&T Bank Stadium, Baltimore Toeschouwers: 37.994 Scheidsrechter: César Ramos |
| 18 juli 2015 «onderlinge duels» 20:00 |       | 7' Barnes |         | M&T Bank Stadium, Baltimore Toeschouwers: 37.994 Scheidsrechter: César Ramos |

|                                       |                                                                         |              |                                                                          |                                                                                        |
| 19 juli 2015 «onderlinge duels» 16:30 | Trinidad en Tobago                                                      | 1 – 1 (n.v.) | Panama                                                                   | MetLife Stadium, East Rutherford Toeschouwers: 74.187 Scheidsrechter: Héctor Rodríguez |
| 19 juli 2015 «onderlinge duels» 16:30 | K. Jones 53'                                                            |              | 36' Tejada                                                               | MetLife Stadium, East Rutherford Toeschouwers: 74.187 Scheidsrechter: Héctor Rodríguez |
| 19 juli 2015 «onderlinge duels» 16:30 | Strafschoppen                                                           |              |                                                                          | MetLife Stadium, East Rutherford Toeschouwers: 74.187 Scheidsrechter: Héctor Rodríguez |
| 19 juli 2015 «onderlinge duels» 16:30 | Guerra Bateau J. Jones Williams K. Jones Abu Bakr Cyrus Boucaud Peltier | 5 – 6        | R. Torres G. Torres Davis Arroyo Cooper Cummings Quintero Pérez Pimentel | MetLife Stadium, East Rutherford Toeschouwers: 74.187 Scheidsrechter: Héctor Rodríguez |

|                                       |                        |       |            |                                                                                                |
| 19 juli 2015 «onderlinge duels» 19:30 | Mexico                 | 1 – 0 | Costa Rica | MetLife Stadium, East Rutherford Toeschouwers: 74.187 Scheidsrechter: Walter López Castellanos |
| 19 juli 2015 «onderlinge duels» 19:30 | Guardado 120+4' (pen.) |       |            | MetLife Stadium, East Rutherford Toeschouwers: 74.187 Scheidsrechter: Walter López Castellanos |

#### Halve finales
|                                       |                  |       |                         |                                                                            |
| 22 juli 2015 «onderlinge duels» 18:00 | Verenigde Staten | 1 – 2 | Jamaica                 | Georgia Dome, Atlanta Toeschouwers: 70.511 Scheidsrechter: Ricardo Montero |
| 22 juli 2015 «onderlinge duels» 18:00 | Bradley 47'      |       | 30' Mattocks 36' Barnes | Georgia Dome, Atlanta Toeschouwers: 70.511 Scheidsrechter: Ricardo Montero |

|                                       |                       |       |                                       |                                                                        |
| 22 juli 2015 «onderlinge duels» 21:00 | Panama                | 1 – 2 | Mexico                                | Georgia Dome, Atlanta Toeschouwers: 70.511 Scheidsrechter: Mark Geiger |
| 22 juli 2015 «onderlinge duels» 21:00 | Tejada 25' Torres 57' |       | 90+10' (pen.), 105+1' (pen.) Guardado | Georgia Dome, Atlanta Toeschouwers: 70.511 Scheidsrechter: Mark Geiger |

#### Troostfinale
|                                       |                                            |              |                                  |                                                                      |
| 25 juli 2015 «onderlinge duels» 16:00 | Verenigde Staten                           | 1 – 1 (n.v.) | Panama                           | PPL Park, Chester Toeschouwers: 12.598 Scheidsrechter: Óscar Moncada |
| 25 juli 2015 «onderlinge duels» 16:00 | Dempsey 70'                                |              | 55' Nurse                        | PPL Park, Chester Toeschouwers: 12.598 Scheidsrechter: Óscar Moncada |
| 25 juli 2015 «onderlinge duels» 16:00 | Strafschoppen                              |              |                                  | PPL Park, Chester Toeschouwers: 12.598 Scheidsrechter: Óscar Moncada |
| 25 juli 2015 «onderlinge duels» 16:00 | Jóhannsson Dempsey Johnson Bradley Beasley | 2 – 3        | R. Torres Arroyo Cooper Cummings | PPL Park, Chester Toeschouwers: 12.598 Scheidsrechter: Óscar Moncada |

#### Finale
|                                       |              |       |                                     |                                                                                         |
| 26 juli 2015 «onderlinge duels» 19:30 | Jamaica      | 1 – 3 | Mexico                              | Lincoln Financial Field, Philadelphia Toeschouwers: 68.930 Scheidsrechter: Joel Aguilar |
| 26 juli 2015 «onderlinge duels» 19:30 | Mattocks 79' |       | 30' Guardado 46' Corona 60' Peralta | Lincoln Financial Field, Philadelphia Toeschouwers: 68.930 Scheidsrechter: Joel Aguilar |

| CONCACAF Gold Cup Winnaar 2015 |
| ------------------------------ |
| MEXICO 7de titel               |

## Doelpuntenmakers
7 doelpunten
- Clint Dempsey

6 doelpunten
- Andrés Guardado

4 doelpunten
- Oribe Peralta

2 doelpunten
- Duckens Nazon
- Giles Barnes
- Garath McCleary
- Darren Mattocks
- Carlos Vela

- Luis Tejada
- Sheldon Bateau
- Keron Cummings
- Kenwyne Jones
- Michael Bradley

1 doelpunt
- Roy Miller
- David Ramírez
- Bryan Ruiz
- Maykel Reyes
- Dustin Corea
- Carlos Ruiz
- Carlos Discua
- Andy Najar

- Rodolph Austin
- Jobi McAnuff
- Paul Aguilar
- Jesús Manuel Corona
- Giovani Dos Santos
- Roberto Nurse
- Blas Pérez
- Alberto Quintero

- Román Torres
- Andre Boucaud
- Cordell Cato
- Joevin Jones
- Yohance Marshall
- Omar Gonzalez
- Aron Jóhannsson
- Gyasi Zardes

Eigen doelpunt
- Kenwyne Jones (tegen  Mexico)

## In beeld

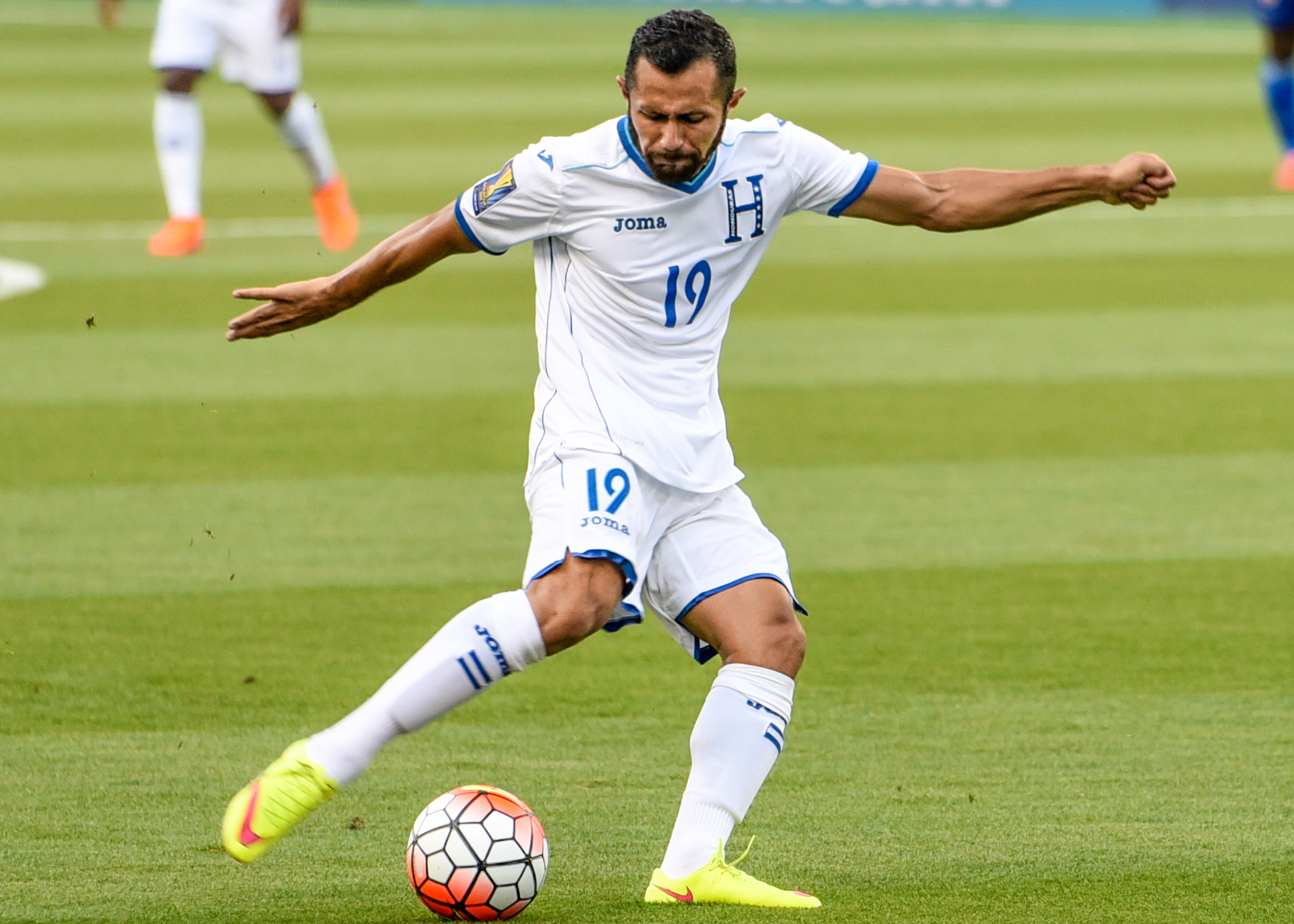
Alfredo Mejía (Honduras)
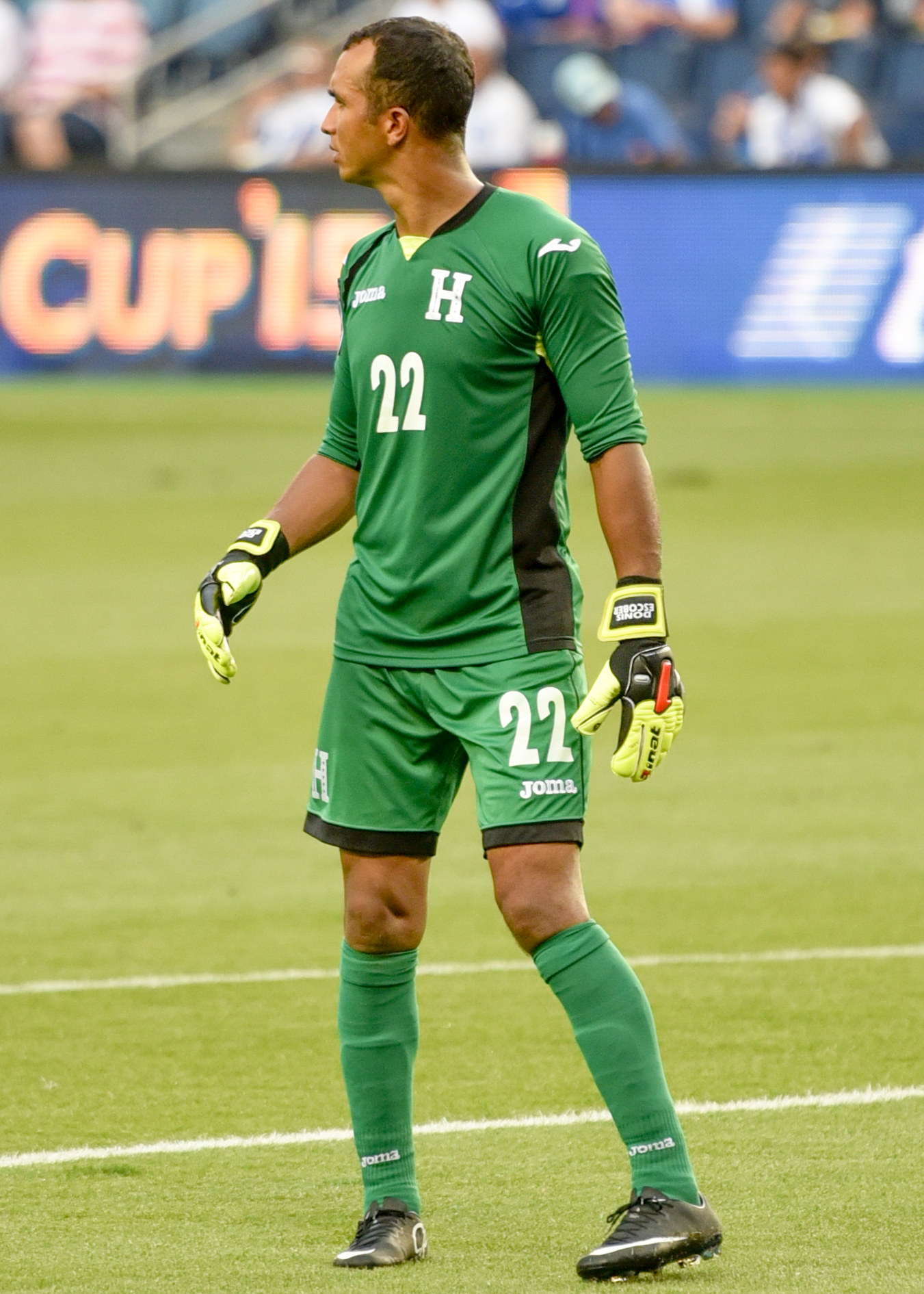
Donis Escober (Honduras)
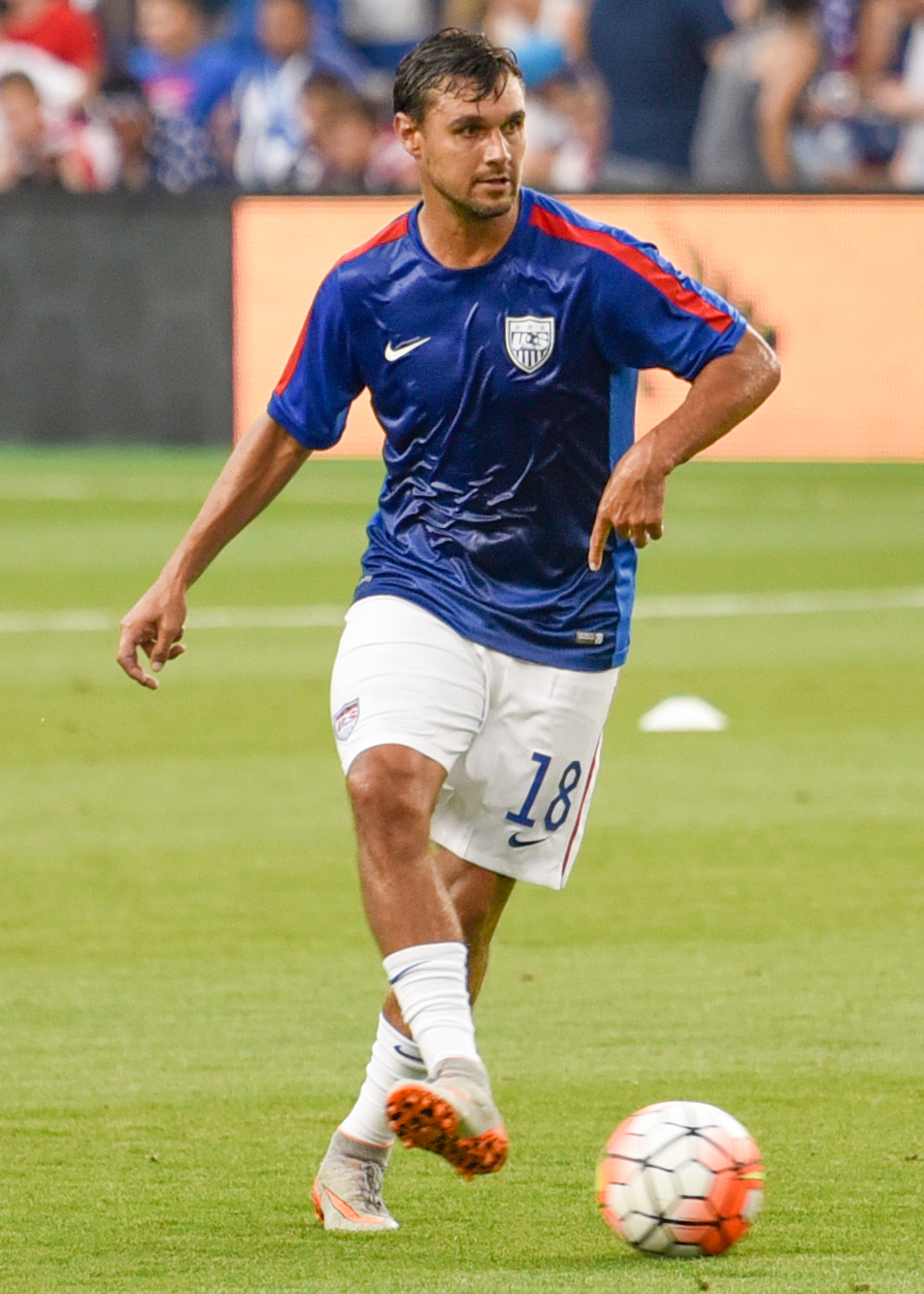
Chris Wondolowski (Verenigde Staten)
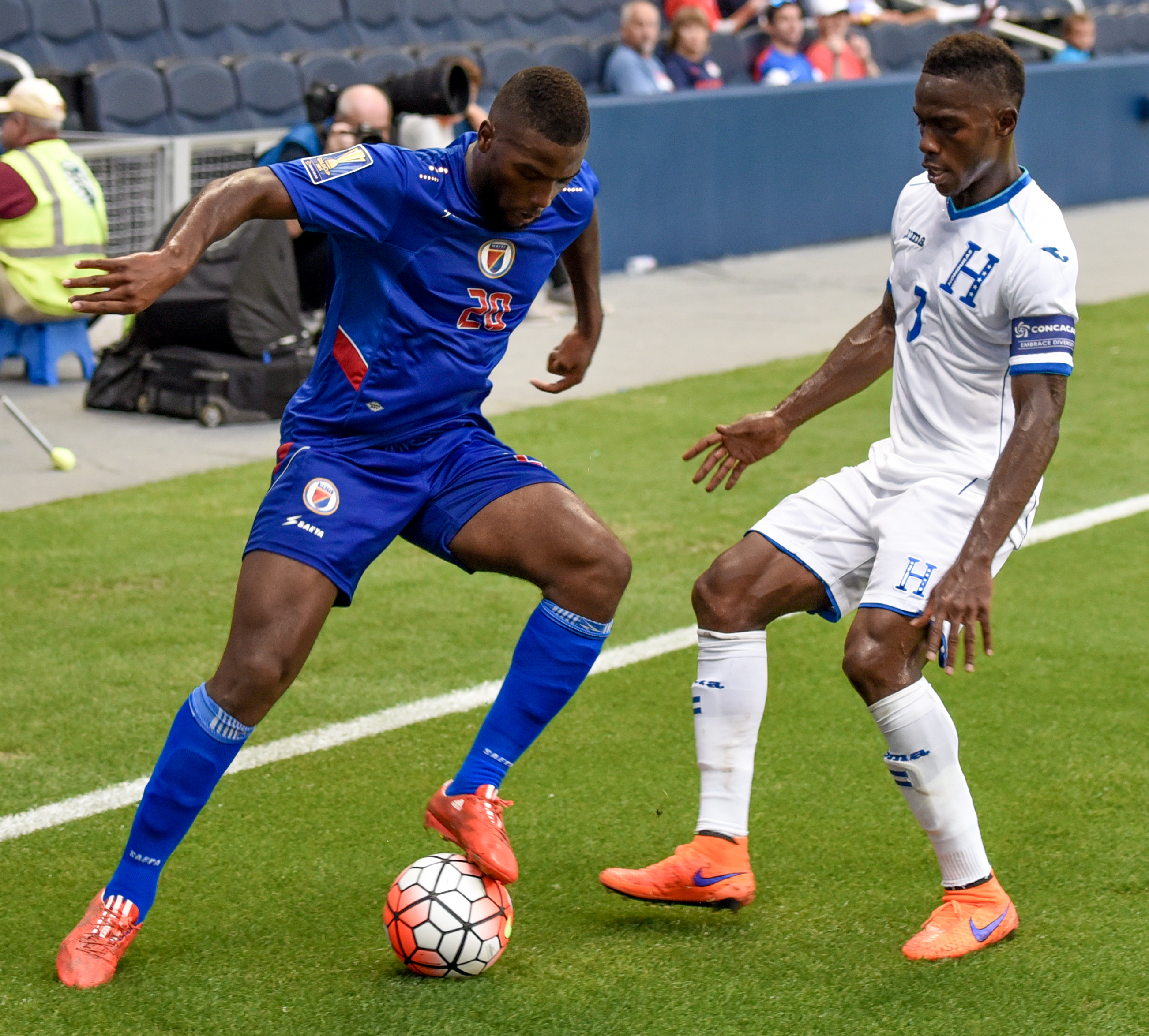
Honduras – Haïti (Groep A)
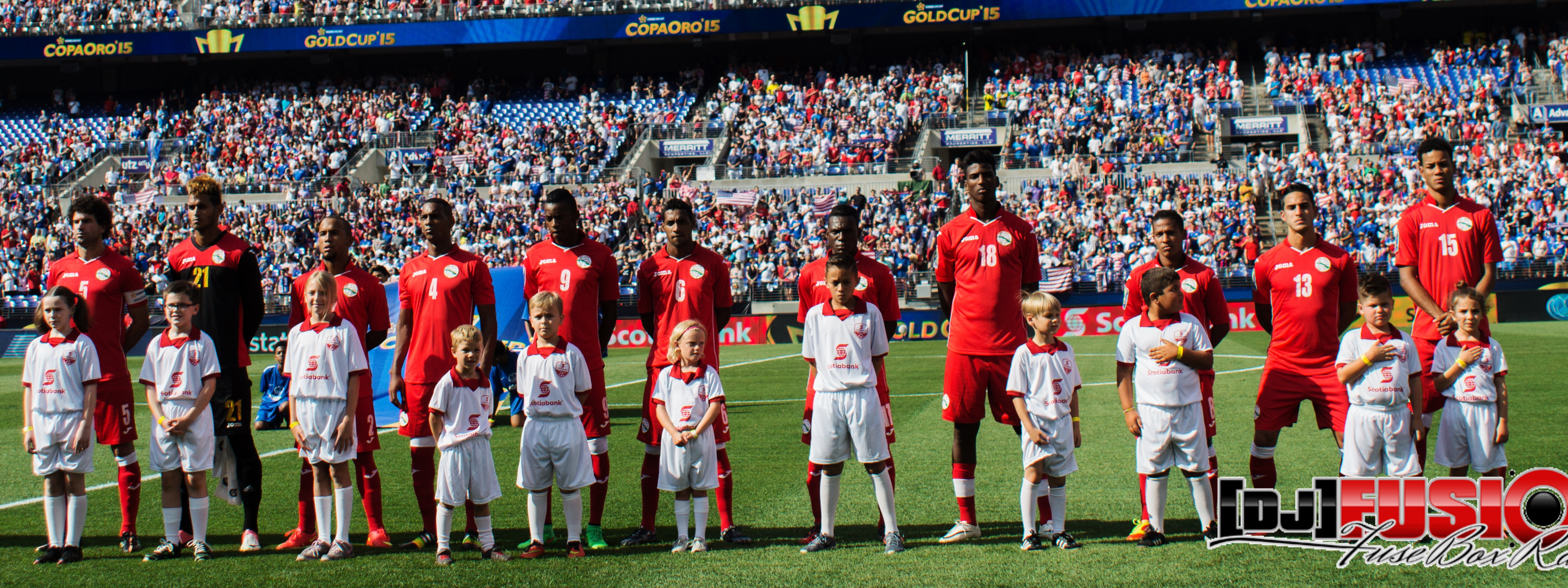
Cuba (Kwartfinale)
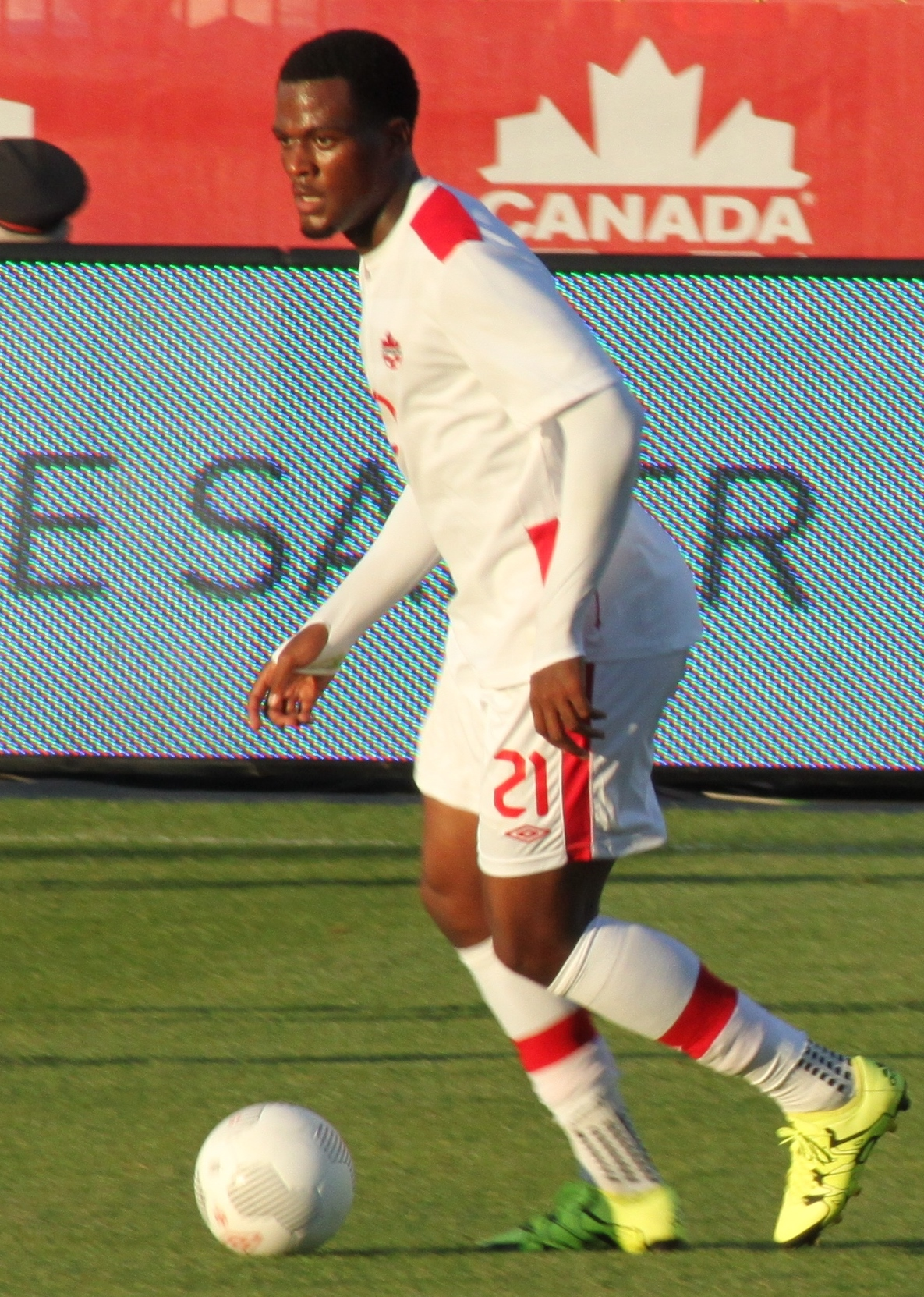
Cyle Larin (Canada)
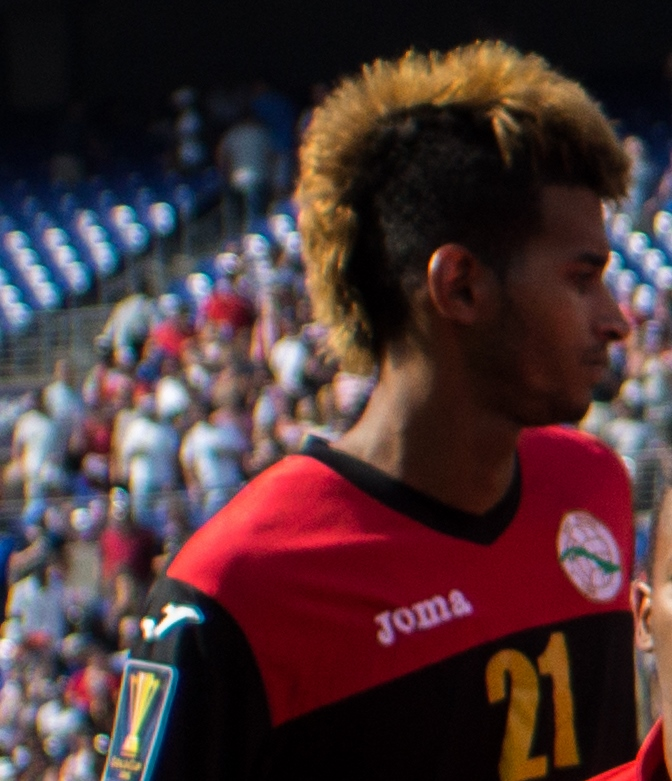
Diosvelis Guerra (Cuba)